# Hesperocyparis abramsiana
Hesperocyparis abramsiana — вид голонасінних рослин з родини кипарисових (Cupressaceae).

## Морфологічна характеристика
Його можна відрізнити від інших таксонів лише за великими шишками (15)20–30 мм у діаметрі, коричневим і часто сизим насінням..

## Поширення
Місцем проживання цього виду є Каліфорнія (округ Сан-Матео, гори Санта-Крус).
США: Каліфорнія, гори Санта-Крус, 490–760 метрів. Знайдено в 2 місцях в окрузі Санта-Крус і одному в прилеглому окрузі Сан-Матео.